# Montezumia melas
Montezumia melas är en stekelart som beskrevs av Willink 1982. Montezumia melas ingår i släktet Montezumia och familjen Eumenidae. Inga underarter finns listade i Catalogue of Life.